# هنري جاكوب بيجيلو
هنري جاكوب بيجيلو (بالإنجليزية: Henry Jacob Bigelow)‏ ( من مواليد 11 مارس 1818 - تُوفى في 30 أكتوبر 1890) وهو جراح أمريكي وأستاذ جراحة في جامعة هارفارد. كان هنرى شخصية مهيمنة في الطب لعدة عقود.

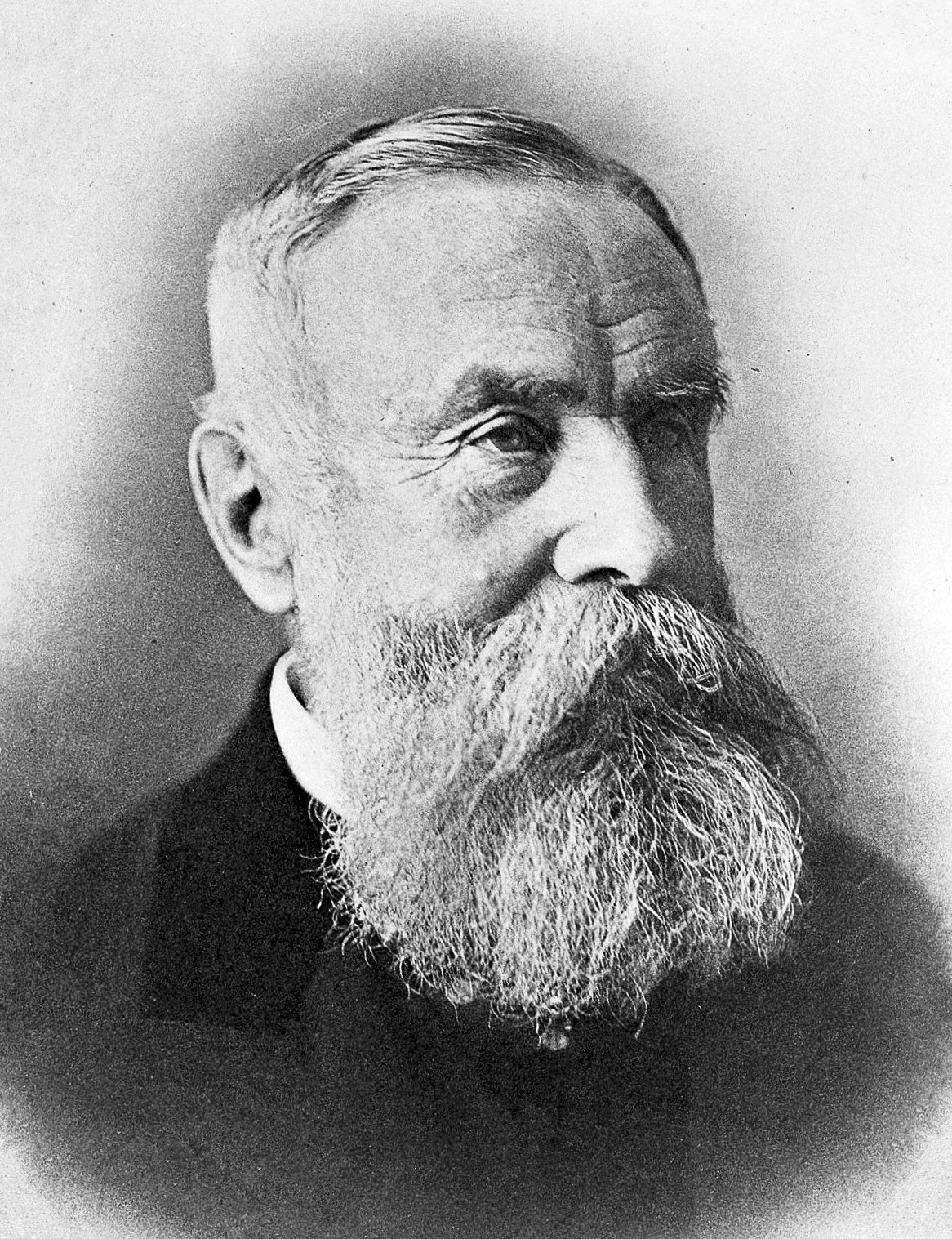
بيجيلو في عام 1888

## حياته
ولد بيجيلو في 11 مارس 1818 في بوسطن. دخل بيجيلو كلية هارفارد في الخامسة عشرة من عمره، وحصل على درجة البكالوريوس الجامعية وتخرج في عام 1837. درس الطب في كل من جامعة هارفارد وكلية دارتموث في عام 1841. وقد انتخب زميلا في الأكاديمية الأمريكية للفنون والعلوم في عام 1846.
اختير هنرى في مجلة نيو إنجلاند للطب لمقالته المهمة.
وصف بيجيلو هيكل ووظيفة الرباط اليمنى لمفصل الورك بالتفصيل، ولا يزال يحمل اسمه حتى الآن.
في عام 1878 وصف تقنية لسحق وإزالة الحصى من المثانة في جلسة واحدة.
توفي بيجيلو في 30 أكتوبر 1890 في منزله في نيوتن، ماساتشوستس. دفن في مقبرة ماونت أوبورن.

## فهرس
- Harrington، Thomas Francis (1905). Mumford، James Gregory (المحرر). The Harvard Medical School: A History, Narrative and Documentary. 1782–1905. Lewis Publishing Company. ص. 835, 853, 858. مؤرشف من الأصل في 2020-01-25.
- Bigelow، Henry (18 نوفمبر 1846). "Insensibility during Surgical Operations Produced by Inhalation". Boston Med Surg J. ج. 35 ع. 16: 309–317. DOI:10.1056/NEJM184611180351601.

## وصلات خارجية
- Henry Jacob Bigelow, Surgical Anaesthesia: Addresses and Other Papers في أرشيف الإنترنت
- هنري جاكوب بيجيلو على موقع فايند أغريف